# ایزابل شارست
ایزابل شارست (انگلیسی: Isabelle Charest؛ زادهٔ ۳ ژانویهٔ ۱۹۷۱) اسکیت‌باز سرعت، و سیاستمدار اهل کانادا است. او از برندگان مدال‌های بازی‌های المپیک زمستانی ۱۹۹۴، ۱۹۹۸ و ۲۰۰۲ بود. شارست در دوره‌ای در مقام وزارت بوده است.